# 김장수 (가수)
김장수(1958년 12월 13일 ~ )는 대한민국의 가수이자 음악 그룹 높은음자리의 구성원이다.

## 학력
- 부산공업고등학교 자동차학과 졸업 (1977년)
- 동의대학교 체육학과 학사 (1986년)

## 앨범

### 그룹 앨범
- 제9회 mbc 대학가요제 대상곡 <바다에 누워>외 결선입상곡 옵니버스 음반 참여 (1985년)
- 높은음자리 1집 나 그리고 별 / 비와 무지개 (1986년)
- 높은음자리 2집 별 하나의 진실 / 새벽새 (1987년)
- 높은음자리 3집 높은 음자리 (1990년)
- 높은음자리 높은 음자리 (2001년)

### 솔로 앨범
- 김장수 1집 왕이 될꺼야 (1988년)
- 김장수 forever (1993년)
- 김장수 (2001년)
- 김장수 (눈 먼 사랑) (2003년)
- 김장수 Again 10 (남자도 운다 / 그때 그 부산) (2005년)
- 붉은 장미 여인 (2016년)
- 김장수 - 고독한 남자와 함께 / FOREVER (2016년)
- 광안리의 밤 (2017년)
- 김장수 2020 Again (2020년)
- 김장수 2020 Single album (2020년)
- 이 사람 (2024년)

## 수상 경력
- 1985년 제9회 MBC 대학가요제 대상 (수상곡 : 바다에 누워)
- 1986년 KBS 가요톱10 5주 연속 1위 골든컵 수상 (수상곡 : 바다에 누워)
- 1986년 KBS 가요톱10 2주 연속 1위  (1위곡 : 나 그리고 별)
- 1986년 KBS 가요대상 신인상 수상
- 1986년 MBC 10대 가수 가요제 신인상 수상

## 홍보대사
- 2013년 남양주시 홍보대사